# گرهارد لودر
 گرهارد لودر (انگلیسی: Gerhart Lüders؛ زاده ۲۵ فوریه ۱۹۲۰ درگذشته ۱۹۹۵) یک فیزیک‌دان اهل آلمان بود. 